# Karolina Raskina

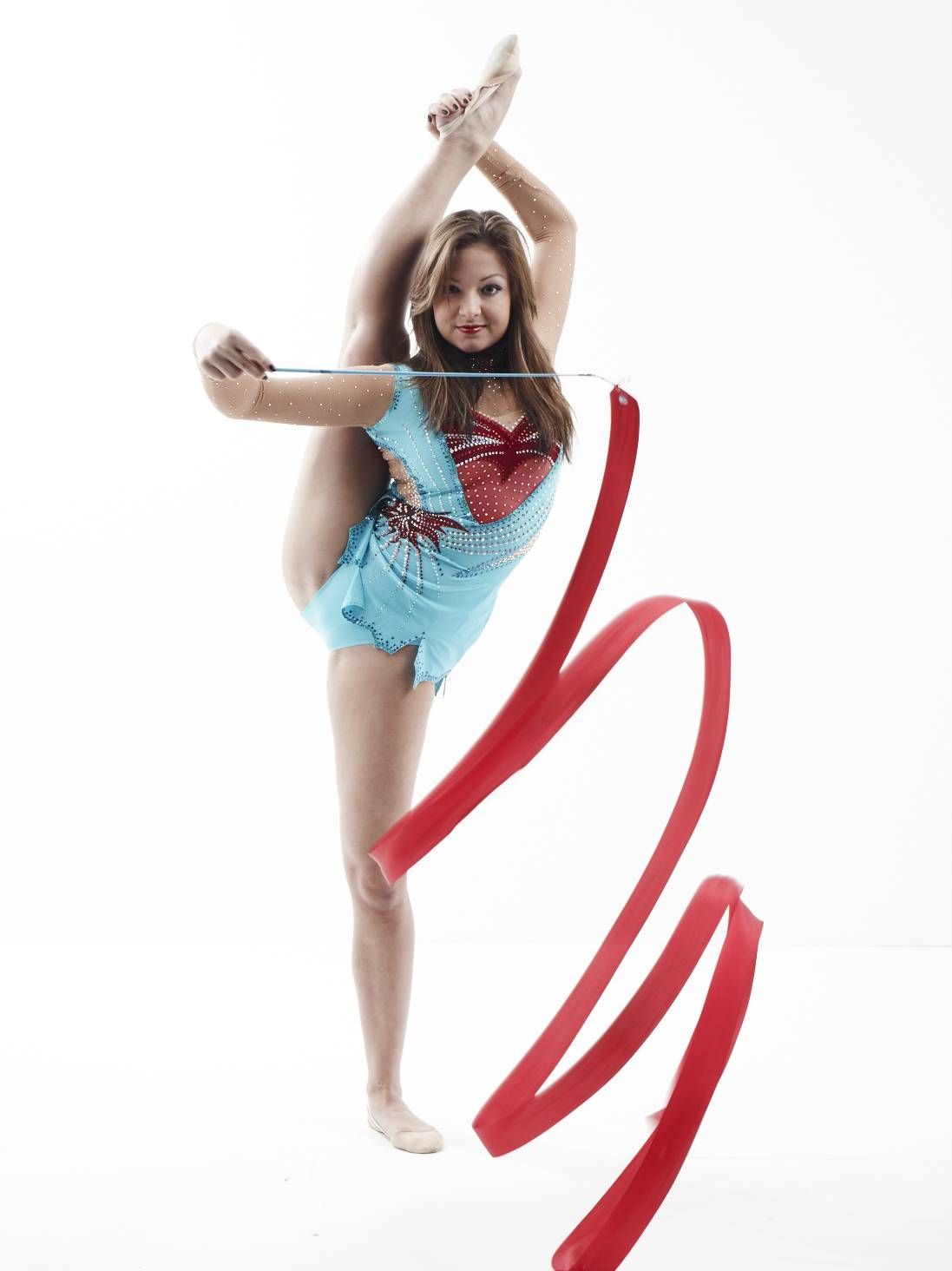
Karolina Raskina

Karolina Raskina (* 28. Februar 1992 in Krementschuk, Ukraine) ist eine deutsche Turnerin. Sie ist zehnfache deutsche Meisterin in der Rhythmischen Sportgymnastik. 
Raskina turnt in der Nationalmannschaftsgruppe, ihr Verein ist der TSV Schmiden, ihre Trainerinnen sind Natalia Stepanowa und Katja Kotelnikowa.
Karolina Raskina wurde in der Ukraine geboren. Bereits als Kleinkind kam sie mit ihren Eltern nach Berlin. Dort fiel sie in einem Nachwuchswettkampf der Cheftrainerin des TSV Schmiden Galina Krilenko auf, die Raskina daraufhin mit nach Fellbach-Schmiden nahm. 
Raskina entwickelte sich zu einer der begabtesten Nachwuchsgymnastinnen Deutschlands. Bei den Junioren-Europameisterschaften 2006 in Moskau wurde sie mit dem Team Zehnte sowie Sechste im Einzelfinale Keulen. Dann rückte die Keulen-Spezialistin in die Meisterklasse auf, in der sie mehrfach deutsche Meisterin wurde. Danach stieg sie in die Nationalgruppe auf.
Raskina besucht neben dem Leistungssport ein Gymnasium in Fellbach.